# Pompée de Periglio
Pompée de Periglio francisation de Pompeo Periglio (né à Suse et mort à Apt le 28 janvier 1607) est un prélat italien qui fut évêque d'Apt de 1587 à 1607.

## Biographie
Pompée de Periglio ou Pompée Pérille nait à Suse dans le Piémont. Frère mineur et docteur en théologie, il jouit d'une grande réputation et devient le médecin, le prédicateur et le confesseur du roi Philippe II d'Espagne. Attiré en France par Henri III, il est nommé évêque d'Apt en 1587. Après le meurtre du roi l'année suivante, il embrasse avec enthousiasme le parti de la Ligue catholique et se retire à Bonnieux de 1590 à 1594. Devenu aveugle en 1605 il réclame un coadjuteur. Les conditions troubles du choix de ce dernier Jean Pélissier attire la méfiance du Saint-Siège, toutefois Pompée meurt le 28 janvier 1607 et Jean Pélissier lui succède. Il est inhumé dans la chapelle sainte-Anne.